# Imma flammula
Imma flammula är en fjärilsart som beskrevs av Diakonoff 1978. Imma flammula ingår i släktet Imma och familjen Immidae. Inga underarter finns listade i Catalogue of Life.